# Peredvižnici

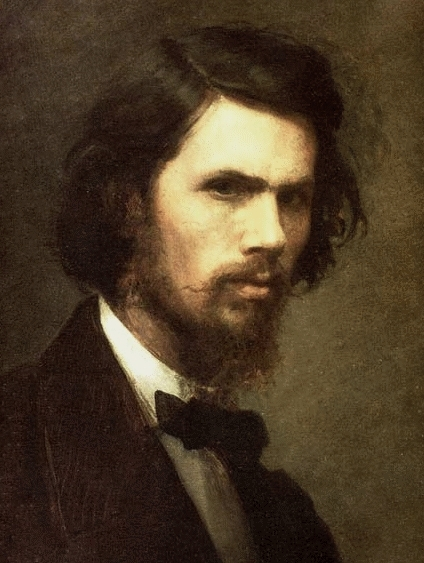
Jeden ze zakladatelů sdružení peredvižniků I. N. Kramskoj na autoportrétu z roku 1867

Peredvižnici (rusky передви́жники) je název pro členy Sdružení putovních výstav (rusky Товарищество передвижных художественных выставок), ruské umělecké společnosti, která byla založena roku 1870 z podnětu malířů G. G. Mjasojedova, I. N. Kramského, V. G. Perova a N. N. Ge pro pořádání společných výstav. Zaměření proti klasicismu, který byl na Petrohradské akademii. Jako cíl si předsevzali popularizovat realistické a lidové umění. Nejvíce rozvíjeli malbu podobizen a krajinomalbu. Jedná se o ruské realistické malíře. U široké veřejnosti měli ohlas pro jejich dokonalost zachycení pocitů, nálad. Jejich realismus je popisný a srozumitelný pro všechny. Začátkem 20. století se jejich tvorba stala spíše konzervativní.

## Vznik sdružení a jeho působení
Bezprostřední příčinou vzniku sdružení byla reakce na „mrtvé umění“ produkované na půdě petrohradské Akademie výtvarných umění. V listopadu 1863 čtrnáct absolventů Akademie podalo vedení školy žádost na změnu tradičních konkurzních zadání a žádali umožnit mladým umělcům svobodný výběr tématu. Po odmítavém stanovisku vedení akademie se požadavek studentů promítl do tzv. "Vzpoury čtrnácti". Opustili Akademii a vytvořili tzv. Petrohradské sdružení výtvarníků. Do čela skupiny se postavil významný realistický malíř a umělecký teoretik I. N. Kramskoj.
Moskva představovala druhé významné umělecké centrum. Zdejší uměleckou skupina od roku 1869 organizoval G. G. Mjasojedov spolu s malířem V. G. Perovem.
V roce 1870 se obě skupiny spojily do Sdružení putovních uměleckých výstav a utvořily své stanovy. Prvním čelným představitelem peredvižniků se stal I. N. Kramskoj.
Ideovým záměrem hnutí byla prezentace ruského umění nejširší veřejnosti. Členové sdružení, ke kterému patřili nejvýznamnější ruští soudobí malíři, prosazovali ve své tvorbě ústup od oficiálního uměleckého směru a zaměřovali se na zachycení života sociálně a společensky nejníže postavených lidí. Jejich záměrem bylo svými díly představit život nejprostšího ruského člověka s jeho radostmi i starostmi. Jejich díla se vyznačovala výrazně národním cítěním.
Díla peredvižniků tematicky reprezentují celou škálu témat: od žánrového malířství přes krajinomalbu a portrétní díla až k pracím vážícím se k významným historickým událostem. Dominující však bylo téma národa, života prostého lidu, jeho zvyků a obyčejů. Významnou skupinu v rámci sdružení tvořili umělci, jejichž hlavní zájem směřoval k zachycení venkovského života rolníků. Svou pozornost obrátili nejen na zachycení každodenního strastiplného života ruských nevolníků, ale zároveň dali divákovi nahlédnout do prosté ruské duše poukázáním na její čistotu a šlechetnost.

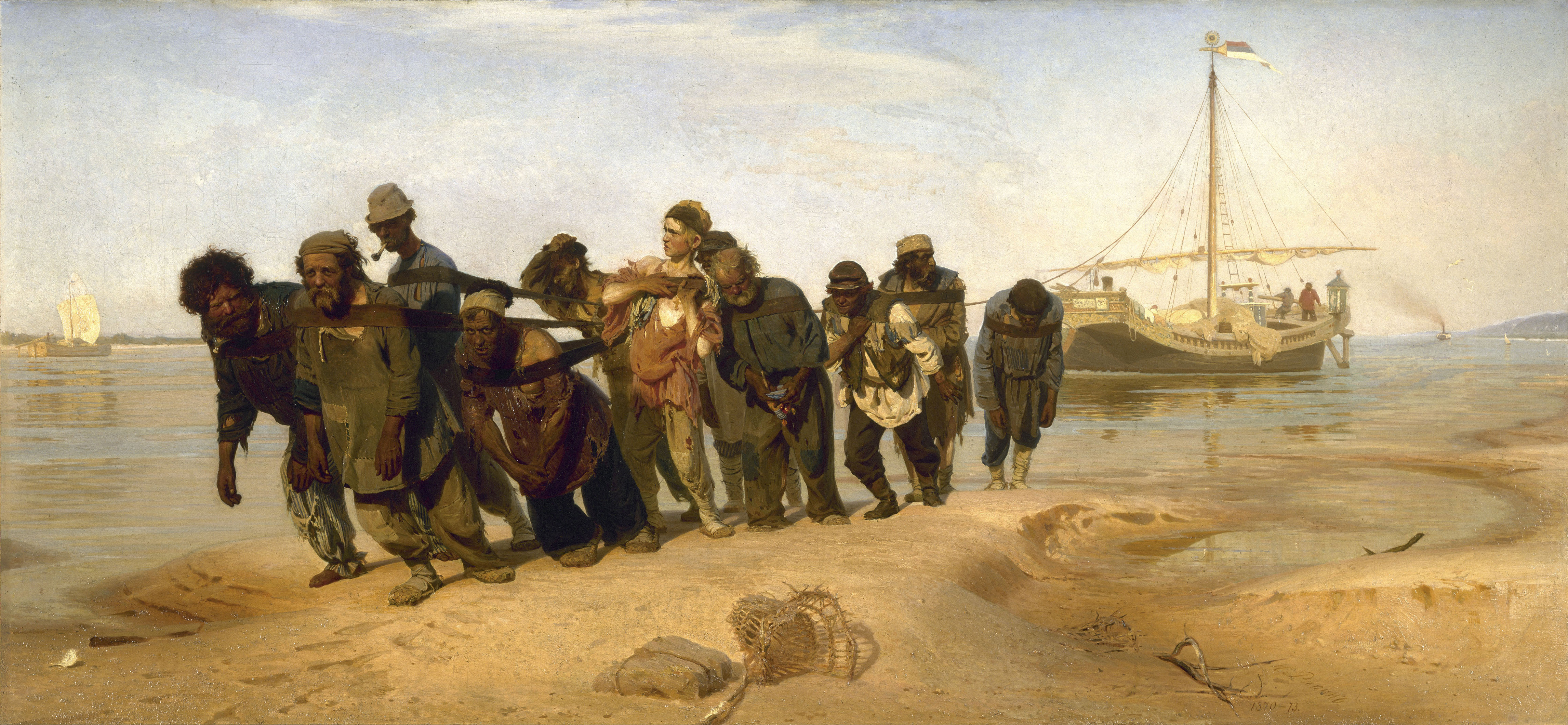
Ilja Repin, Burlaci na Volze, 1870 – 1873, olej na plátně, Státní ruské muzeum, Petrohrad

Zájem jiné skupiny sdružení směřoval k zobrazení jedinečného kouzla ruské přírody. Její neopakovatelná krása našla odraz v dílech takových krajinářů, jakými byli I. I. Šiškin, F. A. Vasiljev, V. D. Polenov a další.
Jedním z nejvýznamnějších představitelů sdružení byl I. J. Repin se svými díly tematicky čerpajícími ze života lidu a z významných historických období Ruska: Křížové procesí v Kurské gubernii, Ivan Hrozný a jeho syn Ivan 16. listopadu 1581, Záporožští kozáci píší dopis tureckému sultánovi, Burlaci na Volze a jiné.
Naplňuje ideový záměr „přinést umění k lidem“, uspořádalo sdružení v letech 1871 až 1923 téměř padesát výstav obrazů nejen v Moskvě a Petrohradě, ale i na tzv. periferii země: v Kyjevě, Charkově, Kazani, Rize či v Oděse. Rok 1923, kdy se uskutečnila poslední výstava, je považován za rok, ve kterém sdružení zaniklo. Ideový a umělecký odkaz peredvižniků převzalo nově vzniklé sdružení s názvem Asociace umělců revolučního Ruska.

## Význam sdružení
Období působení Sdružení uměleckých putovních výstav se považuje za klíčové ve vývoji ruského malířství. Malíři-peredvižnici se stali symbolem ruského umění 19. století. Sdružení, které vzniklo jako odpor proti tehdejšímu umění, se stalo nejmasovějším a nejvlivnějším uměleckým seskupením v historii Ruska. Nikdy předtím a ani později nebylo umění ruských malířů tak blízko potřebám lidových mas. V řadách peredvižniků se objevily „nejzářivější“ hvězdy ruského malířství. Tito umělci pozvedli úroveň ruského malířství do dosud nevídaných výšin. Přestože sdružení v roce 1923 zaniklo, jeho umělecký a ideový vliv přetrvává v různých obměnách dodnes. Žádná další ruská umělecká epocha nedosáhla lidské a umělecké hodnoty období peredvižniků.
Mnoho z děl peredvižniků představují ve svých expozicích Treťjakovská galerie či Státní ruské muzeum.

## Významní představitelé peredvižniků

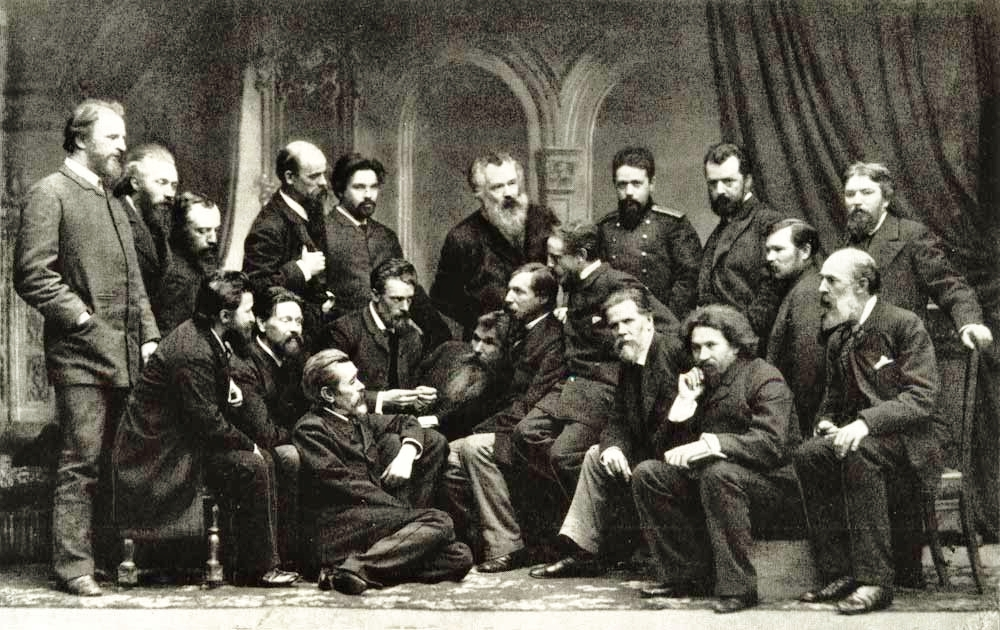
Členové sdružení na snímku z období kolem roku 1880. Sedící (zleva doprava): S. N. Ammosov, A. A. Kiseljov, N. V. Něvrev, V. J. Makovskij, A. D. Litovčenko, I. M. Prjanišnikov, K. V. Lemoch, I. N. Kramskoj, I. J. Repin a K. J. Makovskij. Stojící (zleva doprava): G. G. Mjasojedov, K. A. Savickij, V. D. Polenov, J. J. Volkov, V. I. Surikov, I. I. Šiškin, N. A. Jarošenko, P. A. Brjulov a A. K. Beggrov

- Abram Jefimovič Archipov
- Alexej Kondraťjevič Savrasov
- Andrej Petrovič Rjabuškin
- Archip Ivanovič Kuindži
- Ilja Jefimovič Repin
- Illarion Michajlovič Prjanišnikov
- Ivan Nikolajevič Kramskoj
- Ivan Ivanovič Šiškin
- Isaak Iljič Levitan
- Rafail Sergejevič Levickij
- Vasilij Grigorjevič Perov
- Vasilij Dmitrijevič Polenov
- Vasilij Ivanovič Surikov
- Apollinarij Michajlovič Vasněcov
- Viktor Michajlovič Vasněcov